# Opel (Familienname)
Opel ist ein Familienname, der aus den Rufnamen Albrecht oder Adalbert entstanden ist. Namenspatron hierfür ist der Märtyrer Adalbert (gest. vor 1000). Eine Namensvariante ist der Familienname Oppel bzw. Opitz.

## Namensträger
- Adam Opel (1837–1895), deutscher Unternehmer, Gründer der Firma Adam Opel
- Adolf Opel (1935–2018), österreichischer Schriftsteller, Filmemacher und Herausgeber
- Andrea Opel (* 1979), Schweizer Rechtswissenschaftlerin
- Anna Opel (Schriftstellerin), deutsche Schriftstellerin
- Anna Opel (Basketballspielerin) (* 1987), deutsche Basketballspielerin
- Carl von Opel (1869–1927), deutscher Unternehmer
- Carlo von Opel (* 1941), deutscher Unternehmer
- Elinor von Opel (1908–2001), deutsch-schweizerische Stiftungsgründerin
- Fritz Opel (1875–1938), deutscher Ingenieur und Unternehmer, siehe Friedrich Opel
- Fritz Opel (Gewerkschafter)  (1912–1973), deutscher politischer Aktivist, Redakteur, Herausgeber und Gewerkschaftler
- Fritz von Opel (Raketen-Fritz; 1899–1971), deutscher Industrieller und Raketenpionier
- Georg von Opel (1912–1971), deutscher Automobilunternehmer, Sportfunktionär und Sportler
- Georg von Opel, Jr. (* 1966), deutsch-schweizerischer Unternehmer, Financier und Mitglied der Familie Opel
- Hans von Opel (1899–1948), deutscher Industrieller
- Heinrich von Opel (1873–1928), deutscher Unternehmer
- Irmgard von Opel (1907–1986), deutsche Springreiterin und Unternehmerin
- John R. Opel (1925–2011), US-amerikanischer Manager
- Julius Opel (1829–1895), deutscher Pädagoge und Historiker
- Ludwig Opel (1880–1916), deutscher Unternehmer
- Manfred Opel (* 1938), deutscher Politiker (SPD) und Brigadegeneral a. D. der Bundeswehr
- Marie Christine von Opel, (1951–2006), Urenkelin von Adam Opel
- Rikky von Opel (* 1947), US-amerikanischer Rennfahrer
- Robert Opel (1939–1979), US-amerikanischer Künstler
- Sascha Opel (* 1972), deutscher Investor und Börsenjournalist
- Sophie Opel (1840–1913), deutsche Unternehmerin
- Sonja von Opel (* 1976), deutsche Laufsport-Trainerin, Reiseveranstalterin, Autorin und Kolumnistin.
- Susann Opel-Götz (* 1963), deutsche Illustratorin, Autorin und Grafikerin
- Wilhelm von Opel (1871–1948), deutscher Unternehmer

## Weblink
- Opitz bei genealogy.net